# Paul Brightwell
Paul Brightwell ist ein englischer Schauspieler. 

## Leben
Paul Brightwell wurde Mitte der 1980er Jahre als Schauspieler in Fernsehen und Theater tätig. Seine erste größere Fernsehrolle war 1986 die des Antagonisten „Uriah Heep“ in der BBC-Fernsehserie David Copperfield.
1997 war er im Welterfolg Titanic als Rudergänger Robert Hichens zu sehen. Ab 2003 verkörperte er „Brian Hall“ in der Krimireihe The Commander. 2013 spielte er den „Malchus“ in der Miniserie Die Bibel.

## Filmografie (Auswahl)
- 1986: David Copperfield (Fernsehserie, 5 Folgen)
- 1997: Titanic
- 1998: Sie liebt ihn – sie liebt ihn nicht (Sliding Doors)
- 1999: Sleepy Hollow
- 2000: Grange Hill (Fernsehserie, 7 Folgen)
- 2003–2008: The Commander (Fernsehreihe, 7 Folgen)
- 2006: Blackbeard (Miniserie, 3 Folgen)
- 2013: Die Bibel (The Bible, Miniserie, 4 Folgen)
- 2014: Son of God
- 2014: The Voices
- 2017: Doctor Who (Fernsehserie, eine Folge)
- 2021: Last Night in Soho
- 2022: Pennyworth (Fernsehserie, 5 Folgen)